# جباری اسمیت جونیور
جباری اسمیت جونیور (انگلیسی: Jabari Smith Jr.؛ زادهٔ ۱۳ مهٔ ۲۰۰۳) بازیکن بسکتبال اهل ایالات متحده آمریکا است.
وی در مسابقات کشوری و بین‌المللی در مجموع برندهٔ ۱ مدال طلا شده‌است.